# Fréjus
Fréjus (francia kiejtéssel: [fʁe.ʒys]), település Délkelet-Franciaországban, a Provence-Alpes-Côte d’Azur régióban, Var megyében.

## Fekvése
Cannestől délnyugatra fekvő település.

## Története

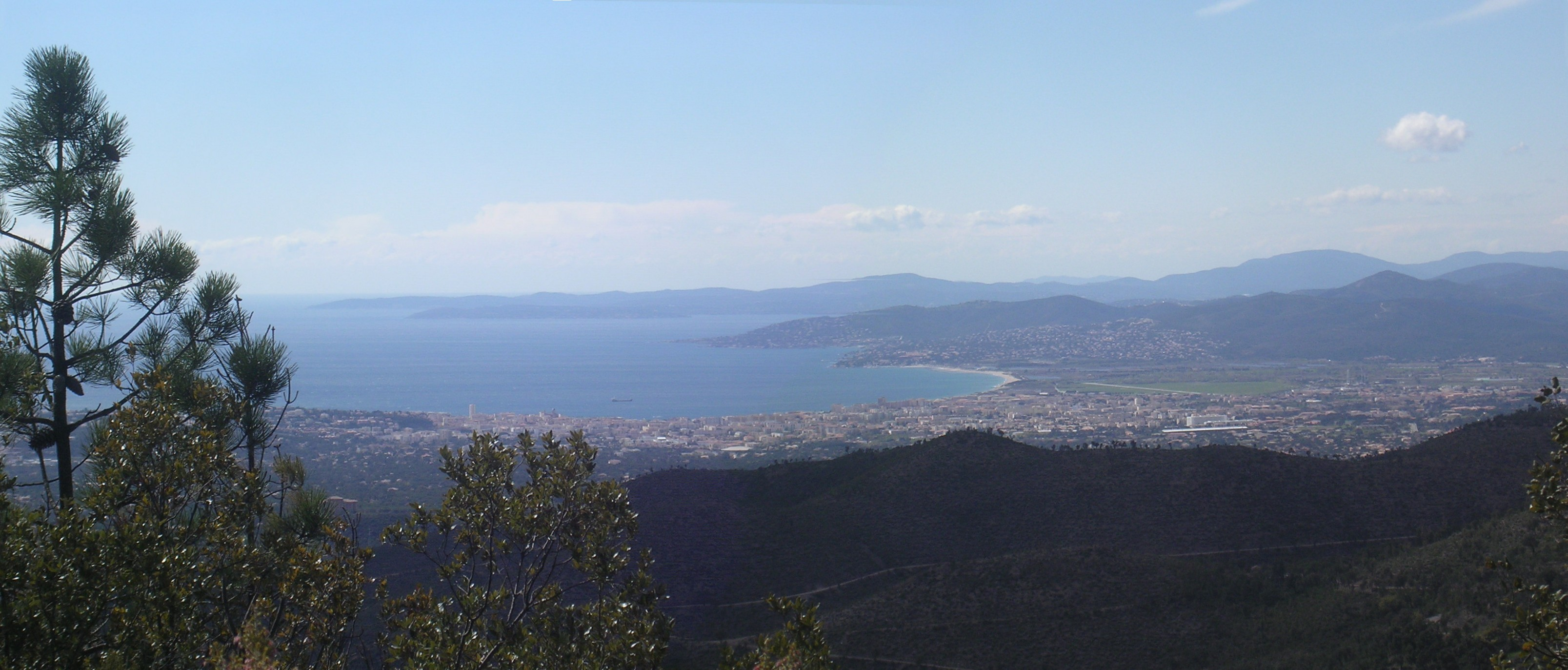
Fréjus látképe

Fréjus története nagyon hasonló Provence történetéhez. Az idők során ez is többször elpusztult. területén először föníciai kolónia, majd a rómaiak idején "Forum Julii" nevű település állt. A Julius Caesar idején itt húzódó adriai út Olaszországot kötötte össze Spanyolországgal. A római időkben az itteni kikötő volt a Földközi-tenger egyik legfontosabb kikötője. A 7. és a 9. század között a muzulmán hódítók többször is rajtaütöttek és feldúlták a várost.
1799. október 9-én Bonaparte Napóleon itt,  Frejus-ben kötött ki Egyiptomból való visszatértekor.
Az első világháború idején Fréjus lett a francia gyarmati csapatok szenegáli lövészeinek fő telelő központja.

## Nevezetességek
- A Szent Maksziminosz templom
- Saint-Léonce katedrális
- Római amfiteátrum
- Kikötő
- Malpasset gát, amelynek szakadása 1959-ben részben elpusztította a várost, és 421 halálos áldozatot követelt.
- Állatkert az A8-as autópálya mellett. (Az állatkert nem tükrözi a mai szellemiséget, mivel a kifutók és a ketrecek is kicsik, kevés természetes árnyat adó növényzettel).

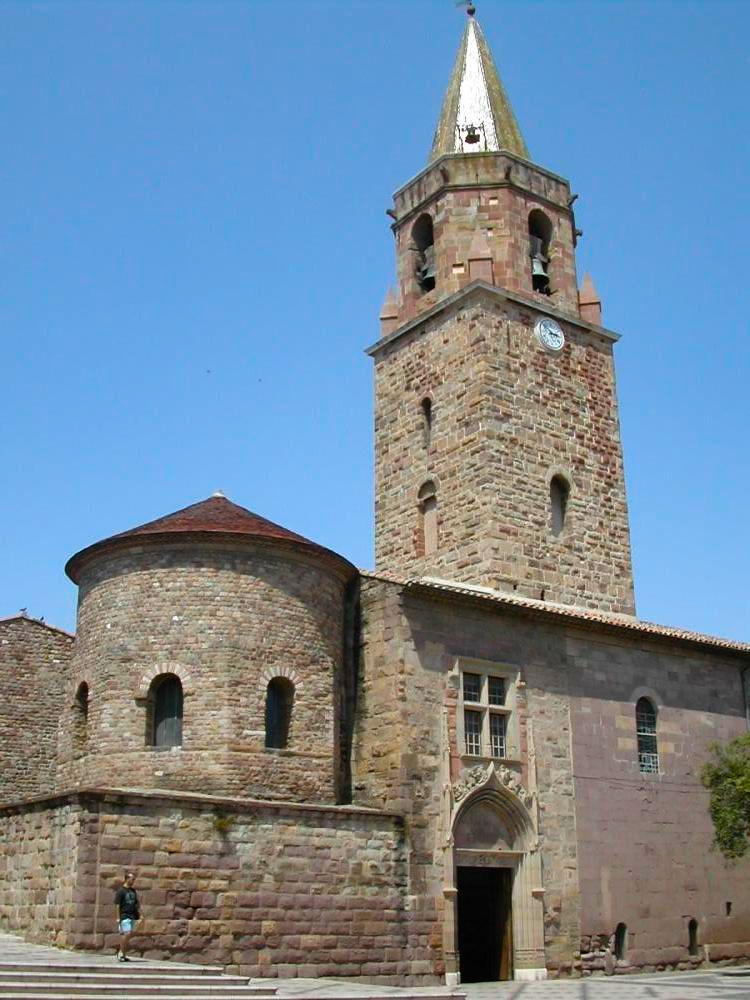
A Szent Léonce-katedrális keresztelőkápolnája

## Itt születtek, itt éltek
- Cnaeus Iulius Agricola
- Quintus Roscius Gallus
- St. Maximus - apát, Fréjus püspöke
- Belinda Carlisle - énekes, Fréjusban él
- Kévin Constant -  labdarúgó
- Mario Espartero -  labdarúgó
- Odiah Sidibé - sportolót
- Emmanuel Joseph Sieyès - A francia forradalom idején írt Mi a harmadik rend? című mű szerzője  1748-ban Fréjusban született
- Marc Andreu - rugby játékos
- Anthony Modeste (született 1988) - labdarúgó
- Adil Rami - labdarúgó
- Layvin Kurzawa - labdarúgó

## Galéria

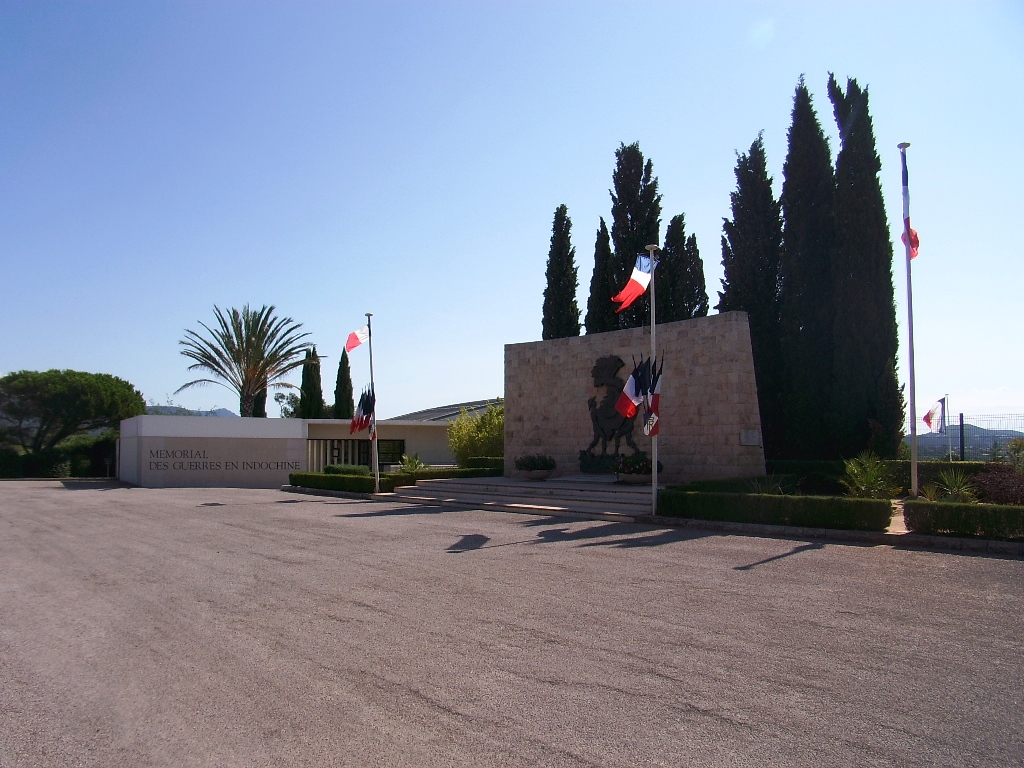
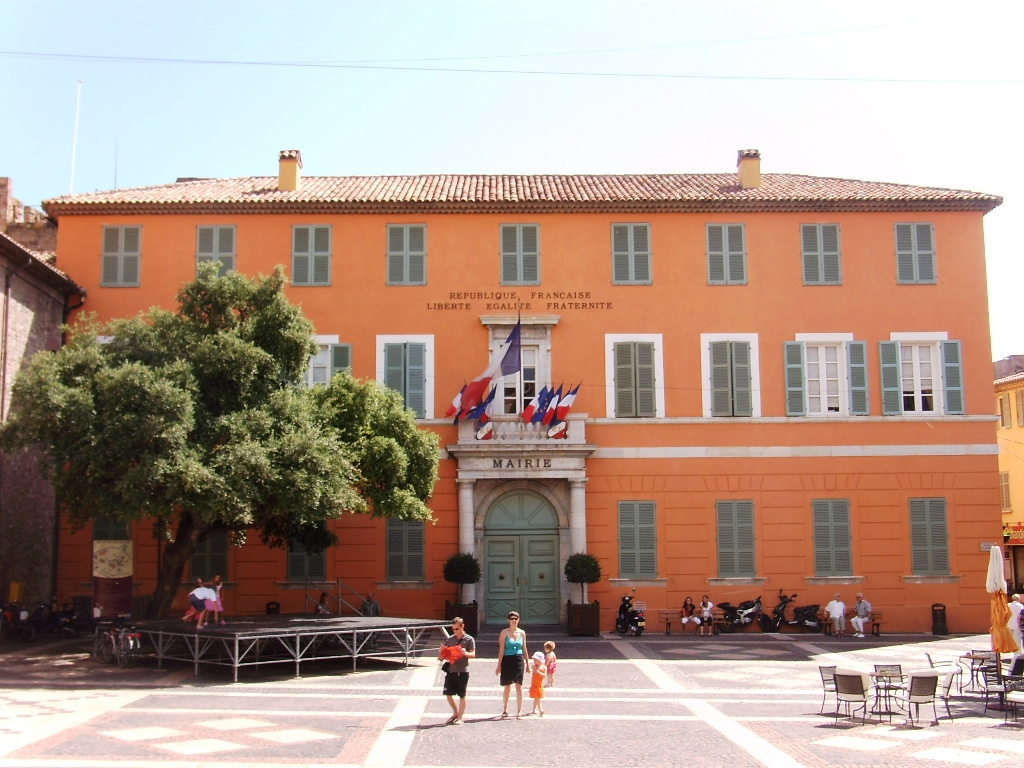
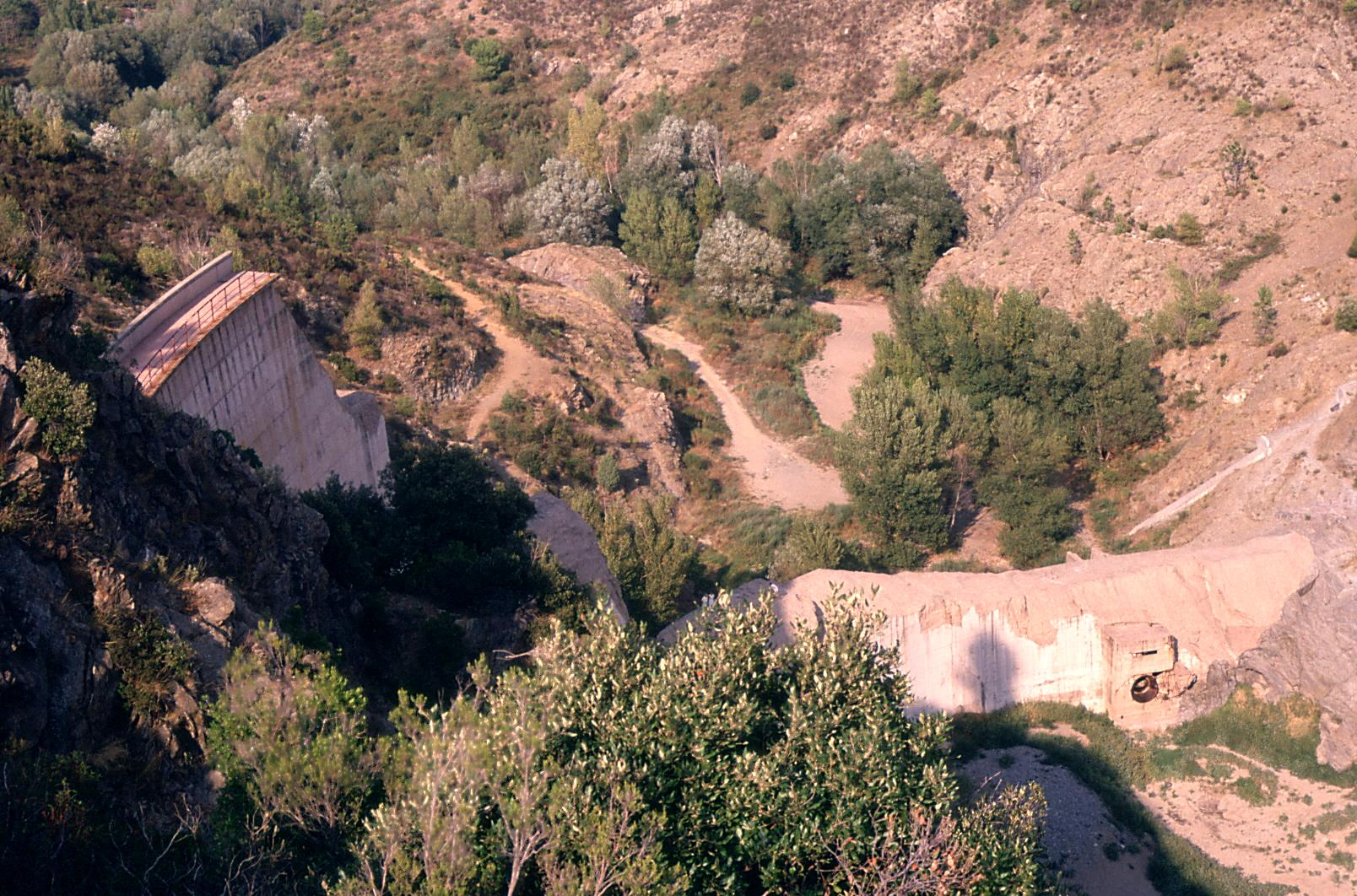
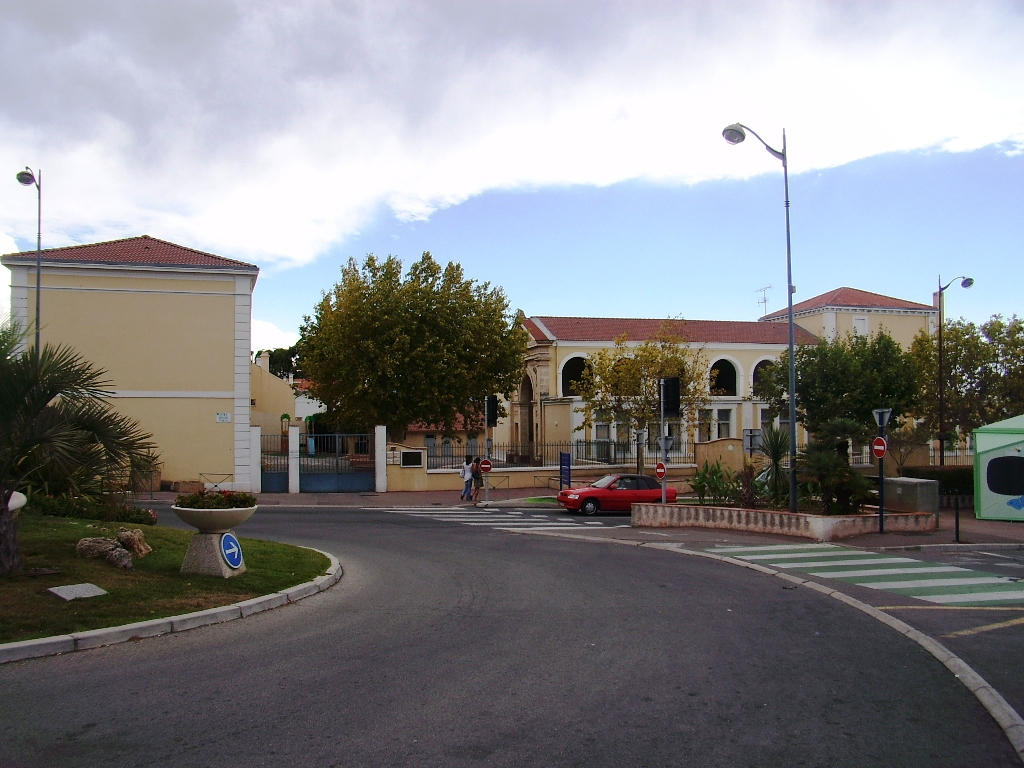
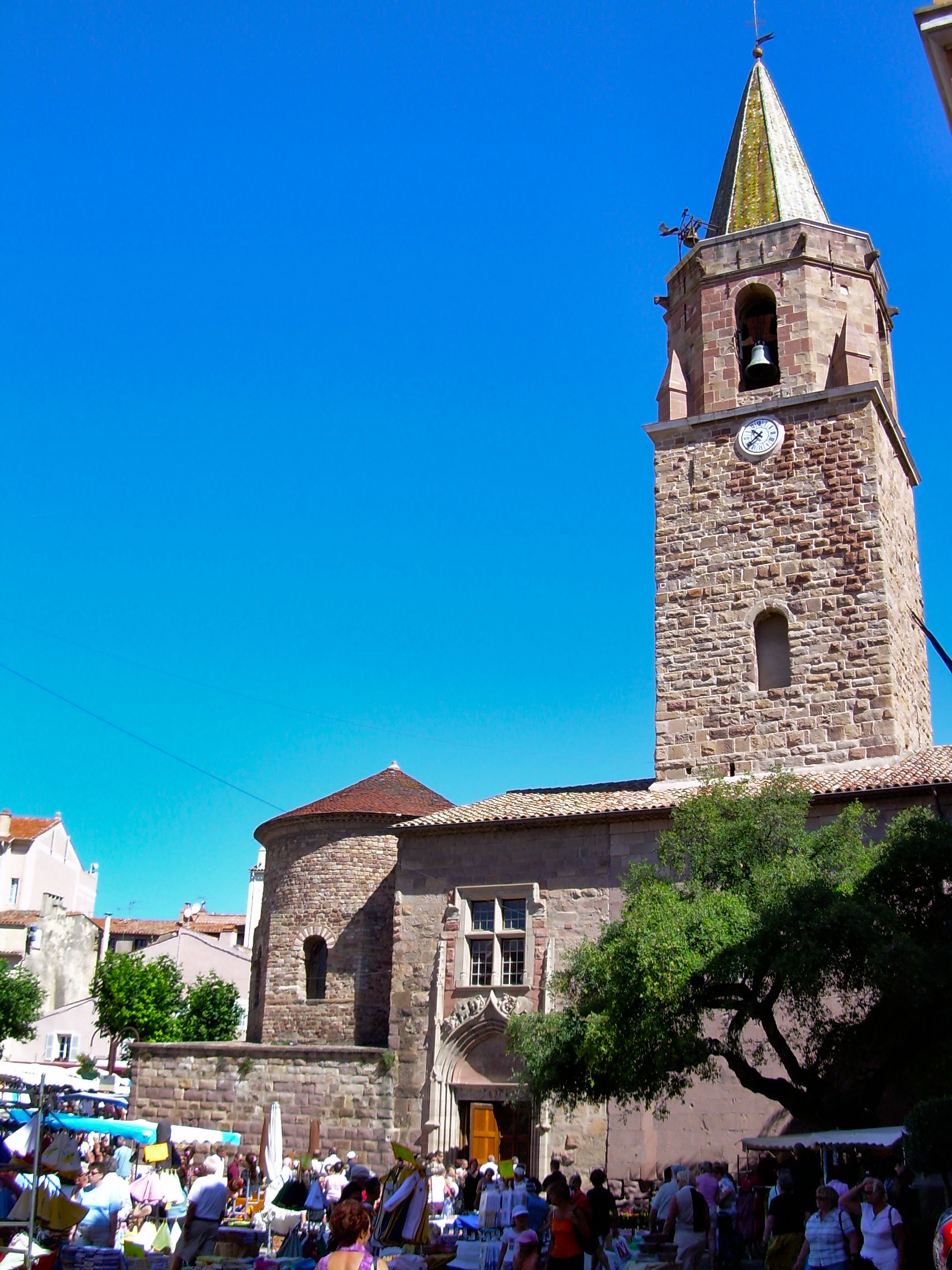
A Saint-Léonce katedrális
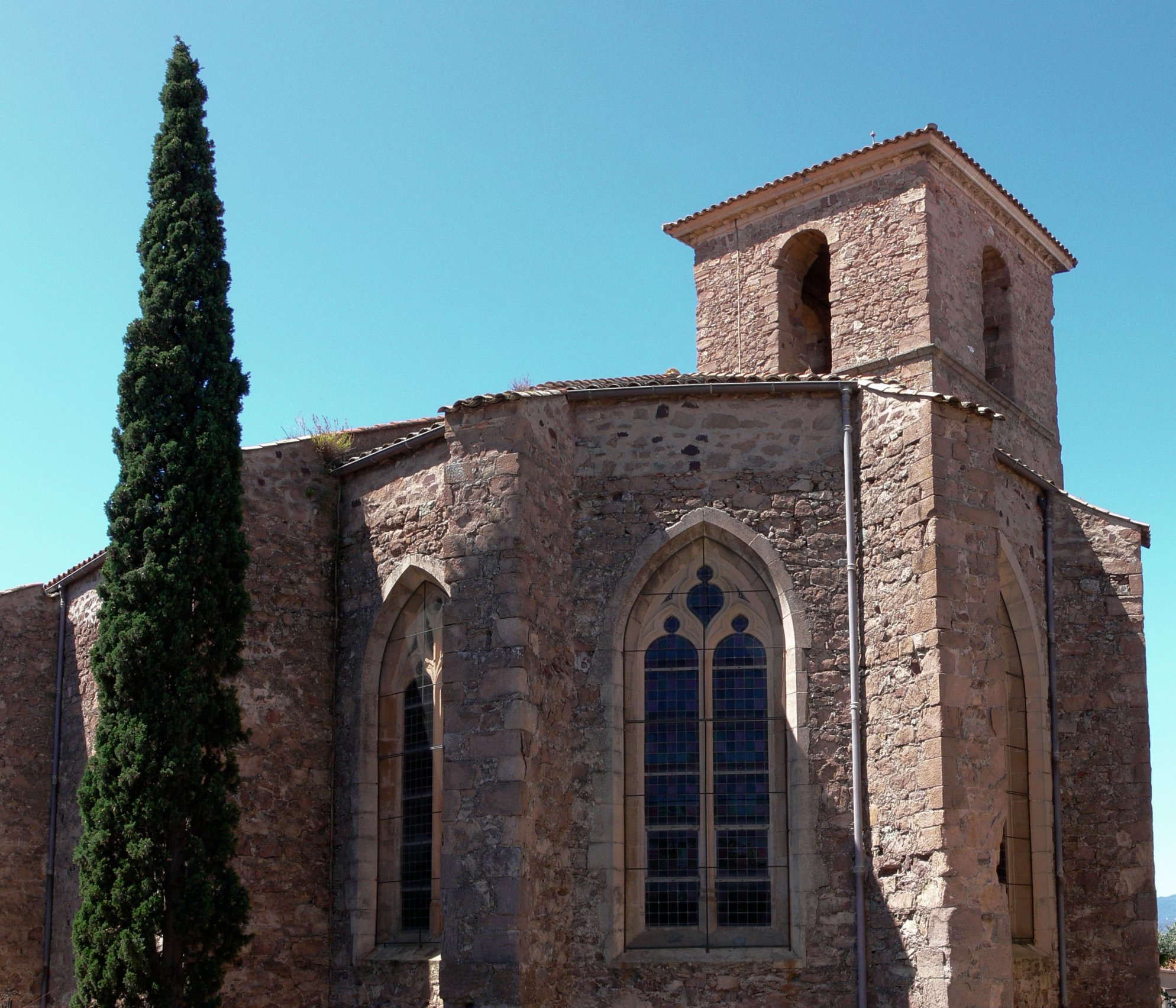
A Saint-François de Paule kápolna
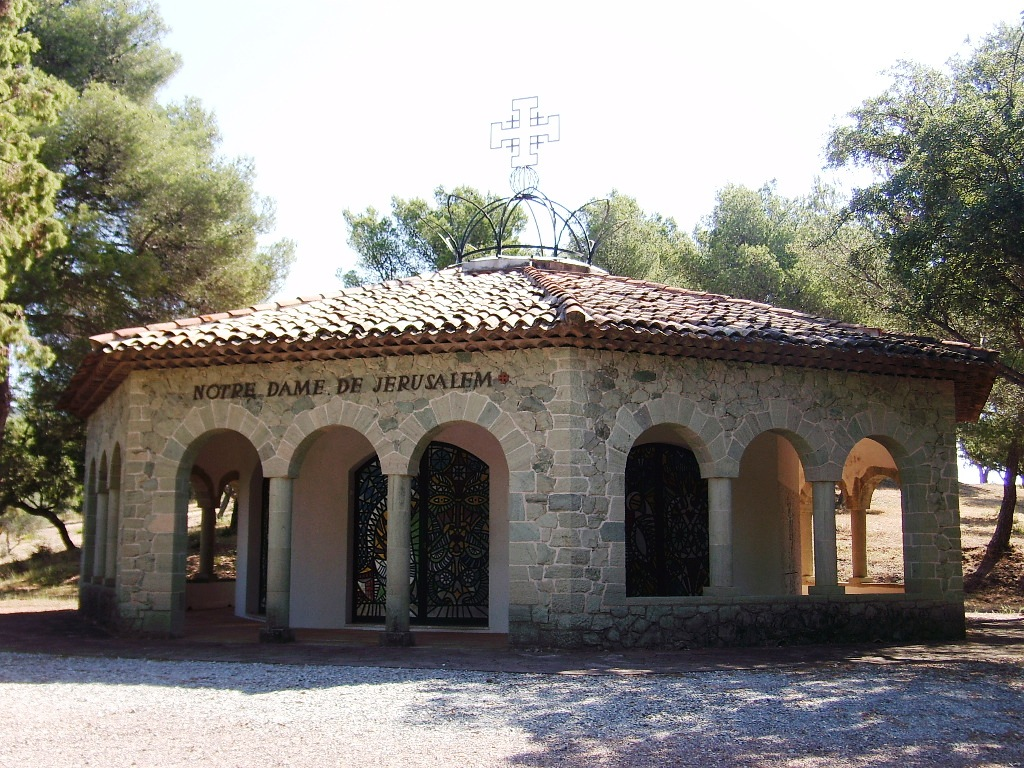
A Notre-Dame-de-Jérusalem kápolna
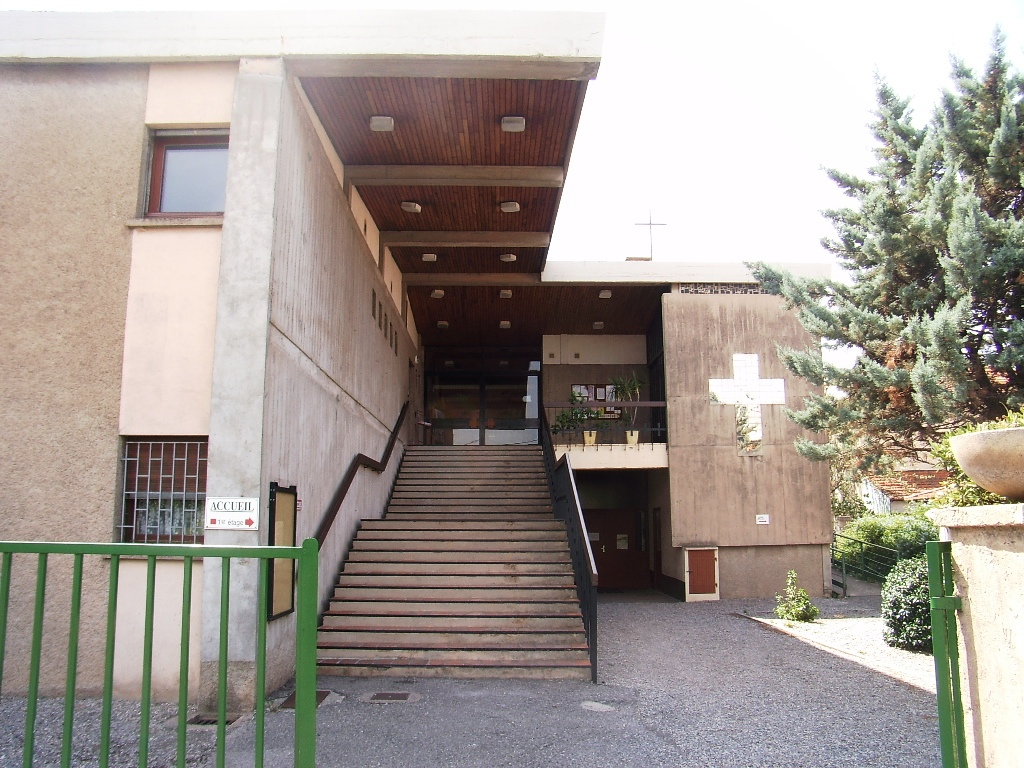
L’église du Sacré-Cœur
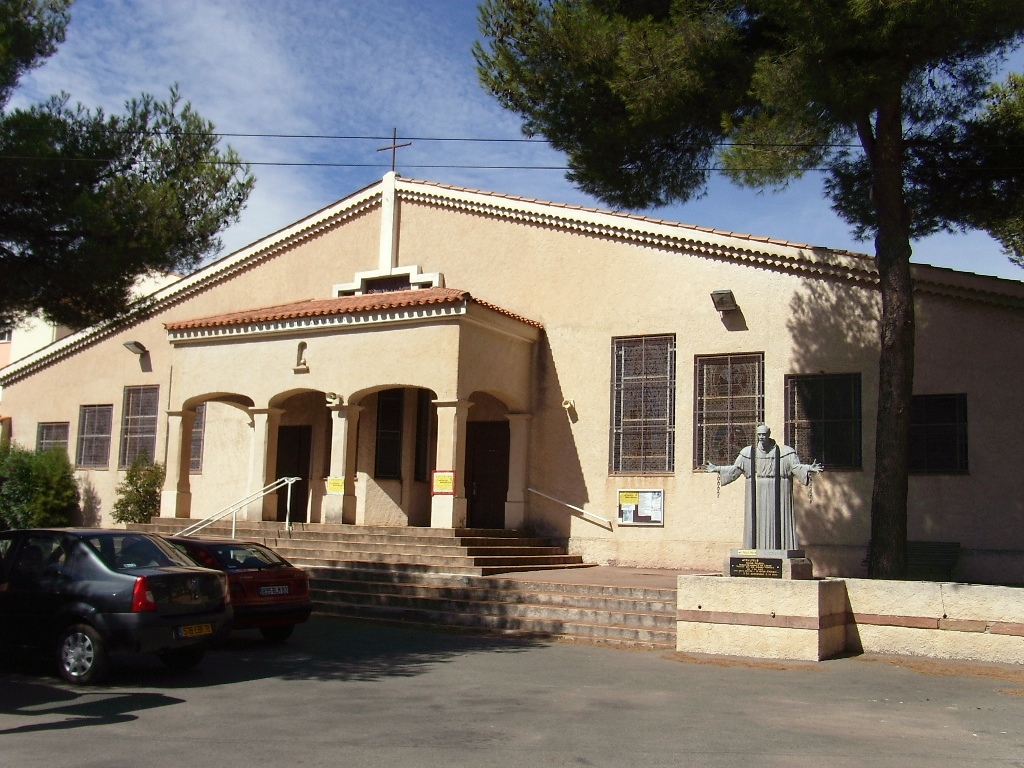
L’église Notre-Dame-de-l’Assomption
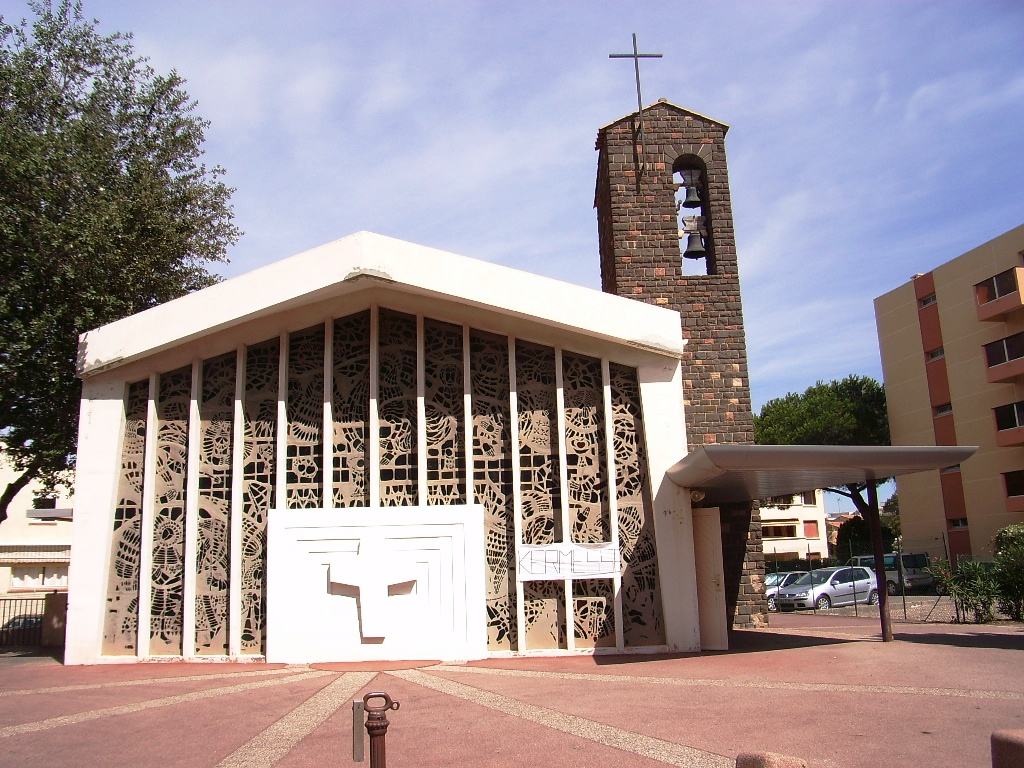
L’église Saint-Roch
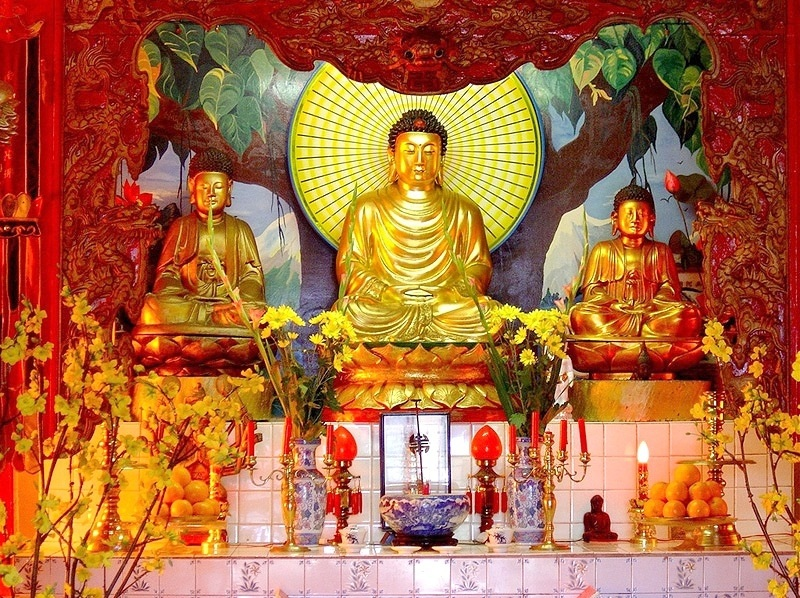
Bouddha de la Pagode Hông Hiên
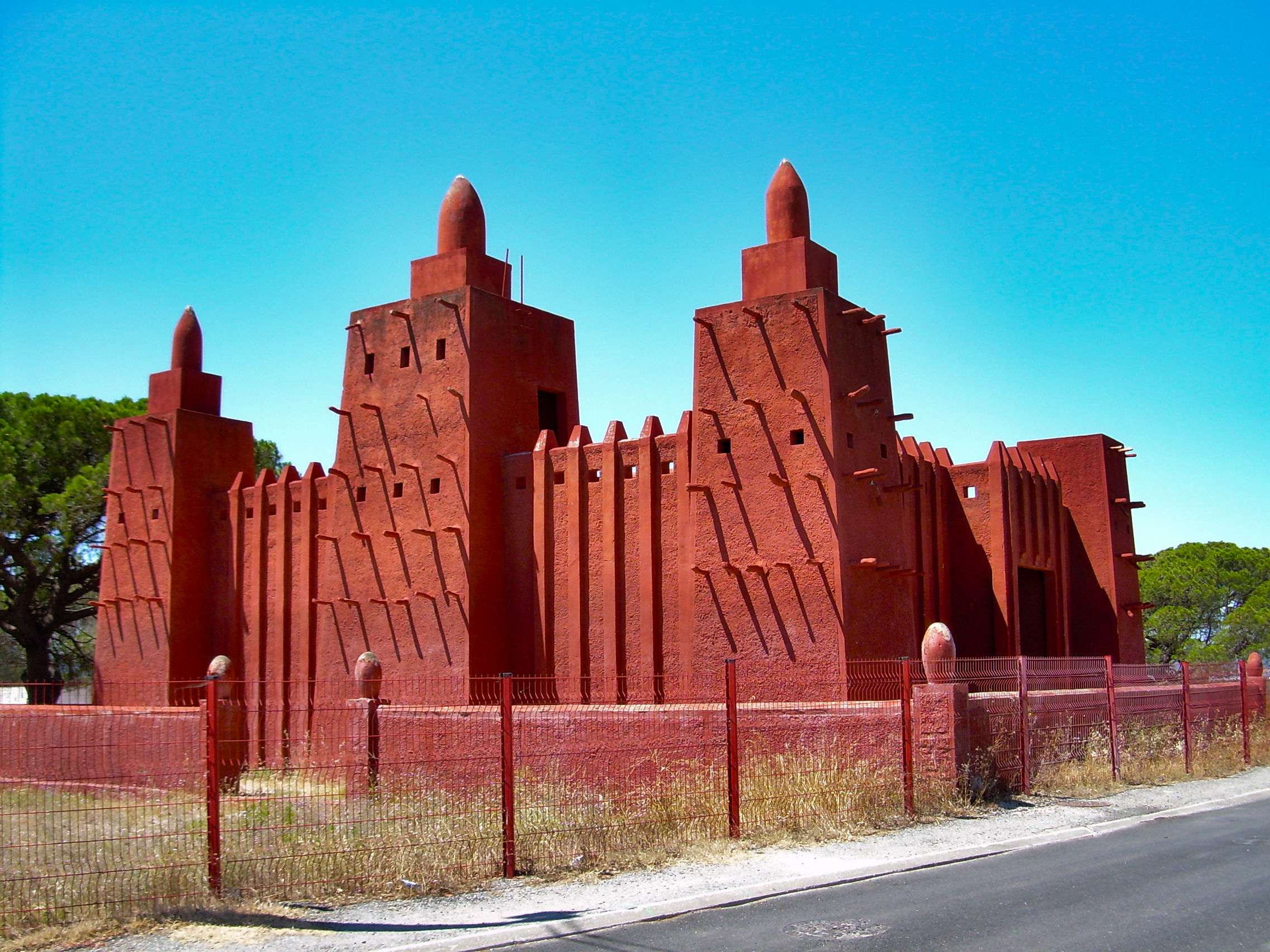
A Missiri múzeum
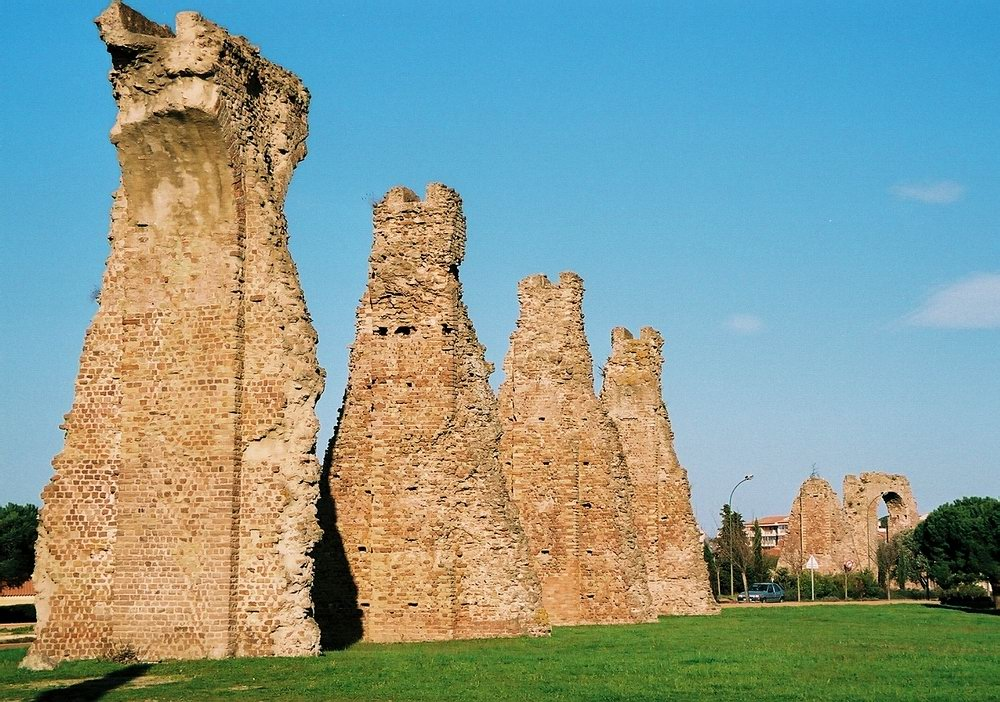
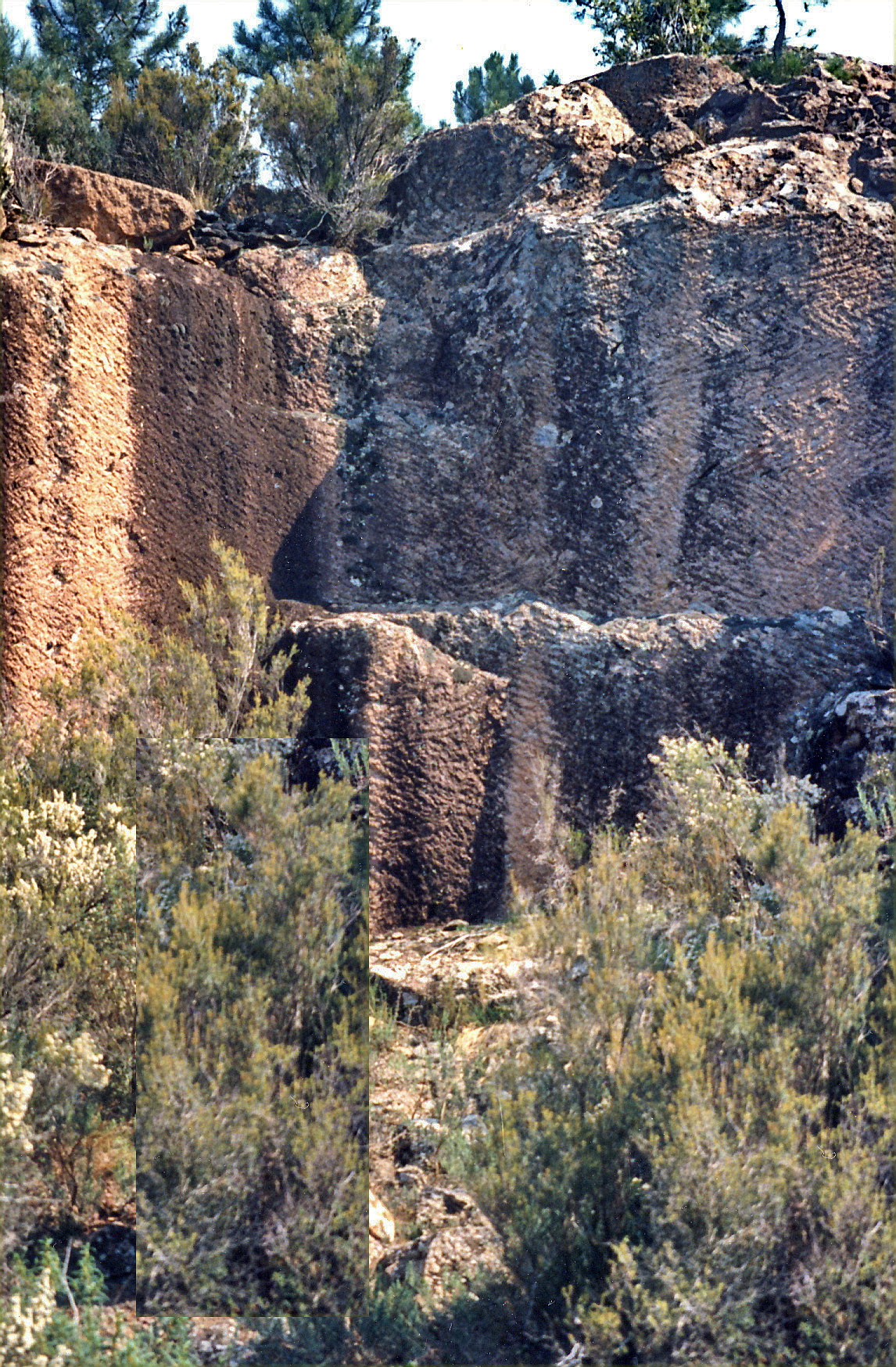
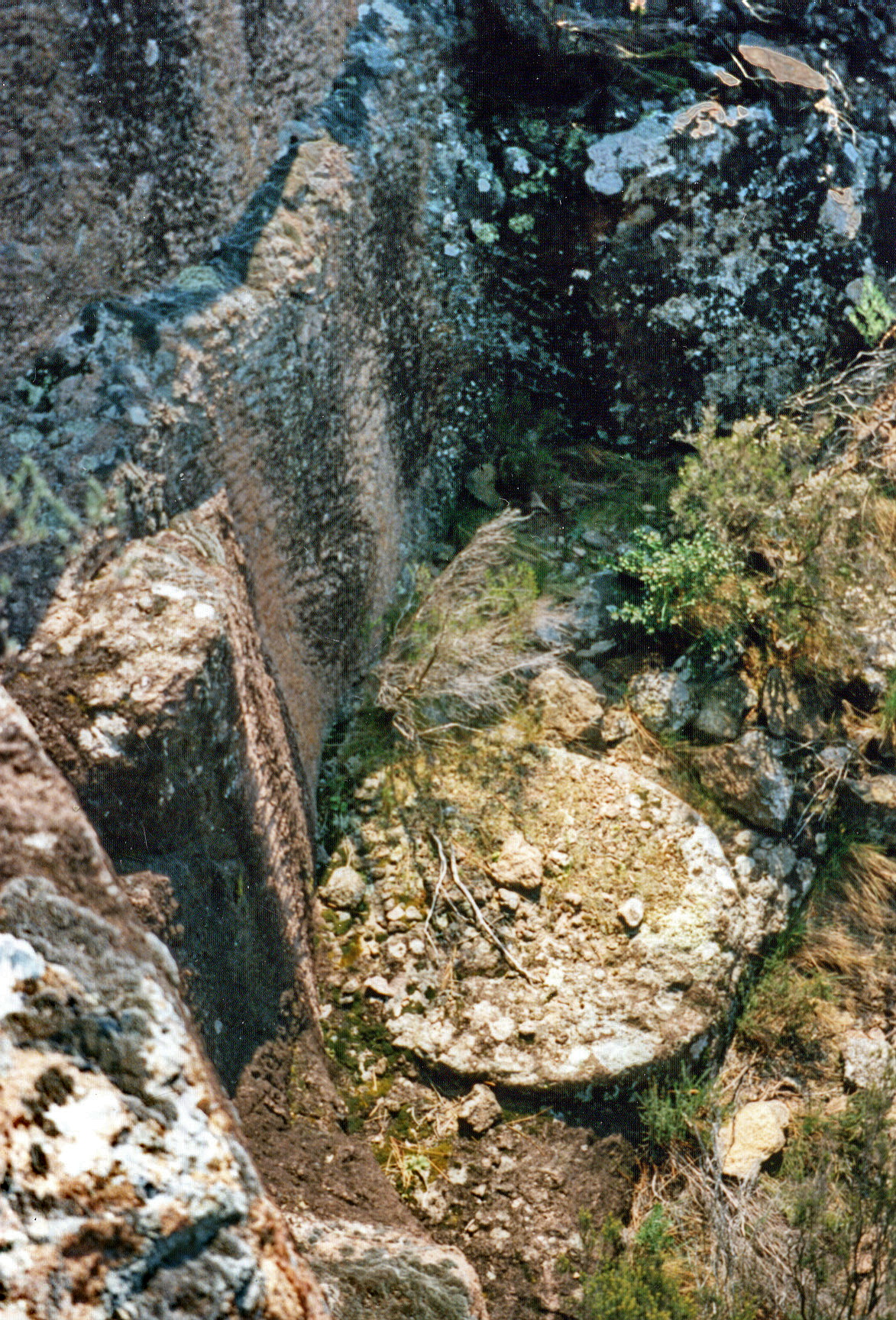
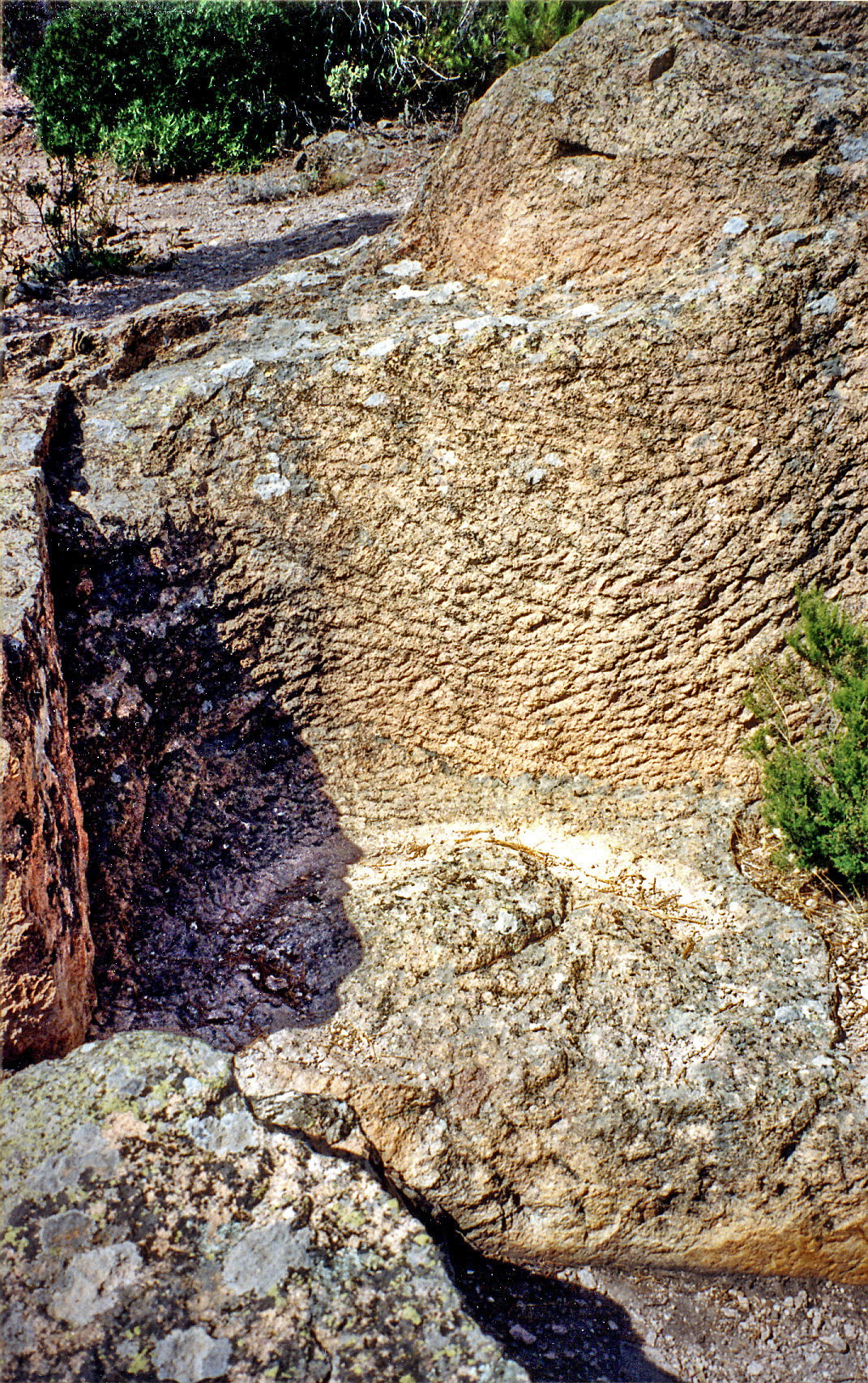
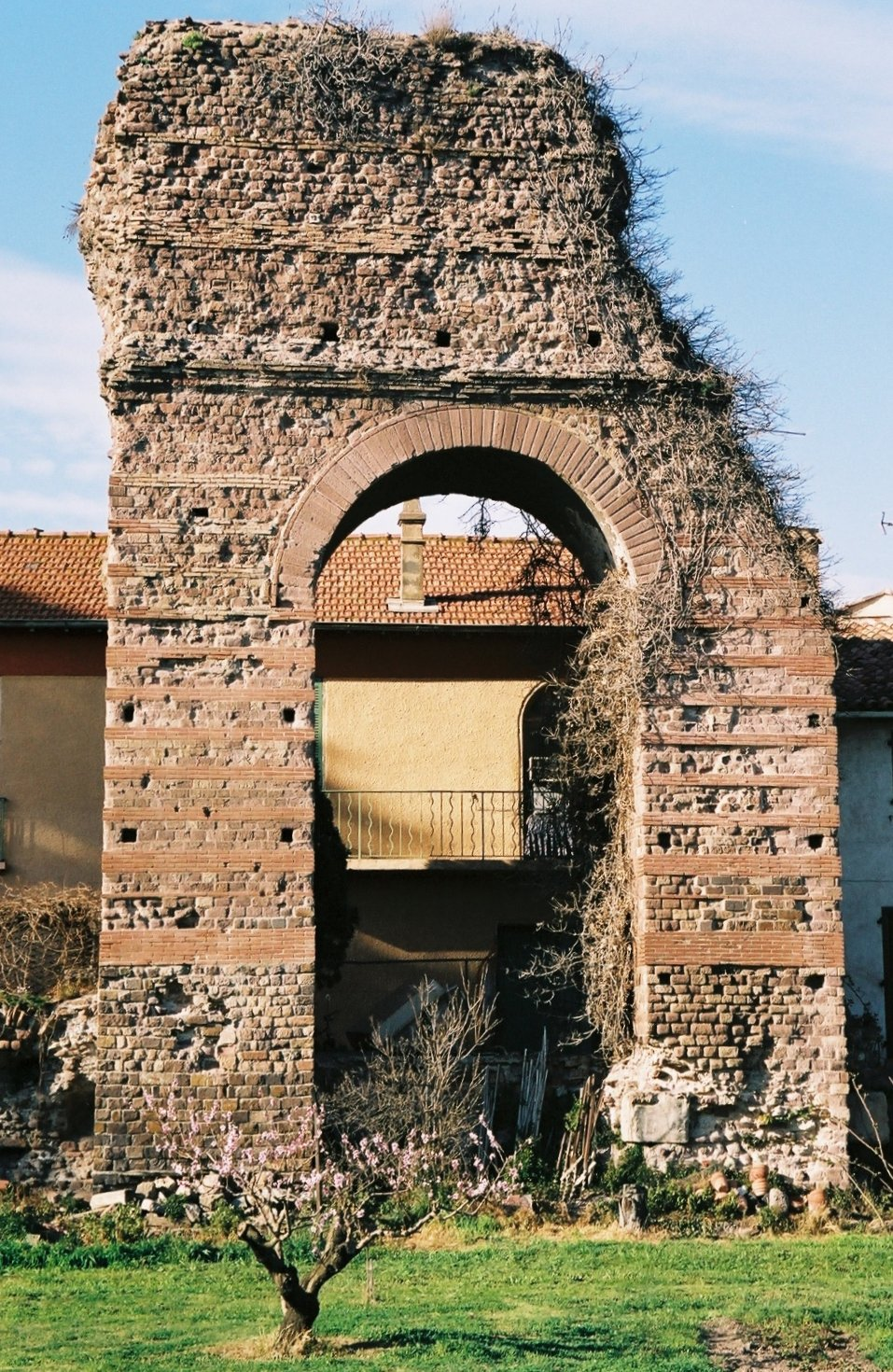
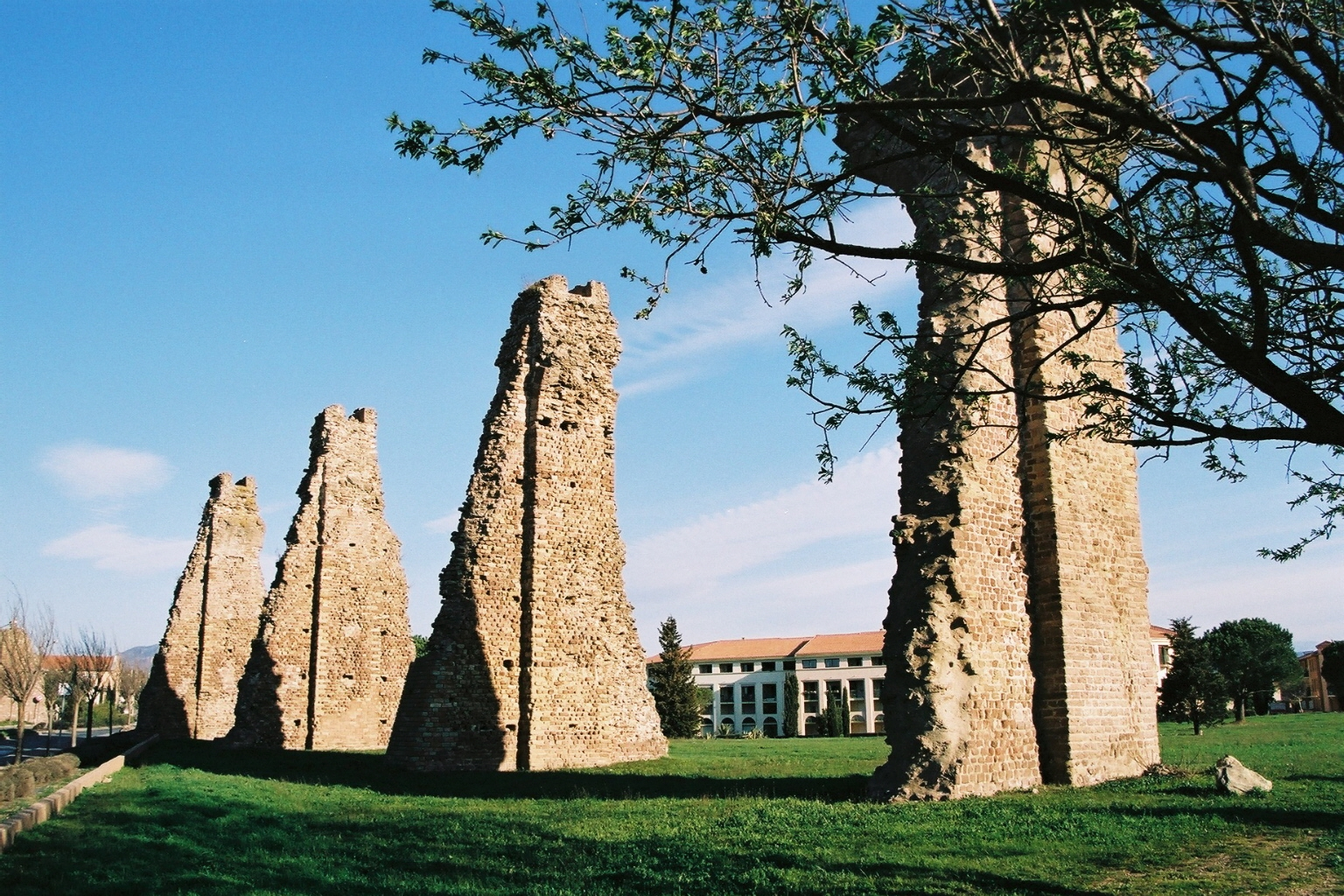
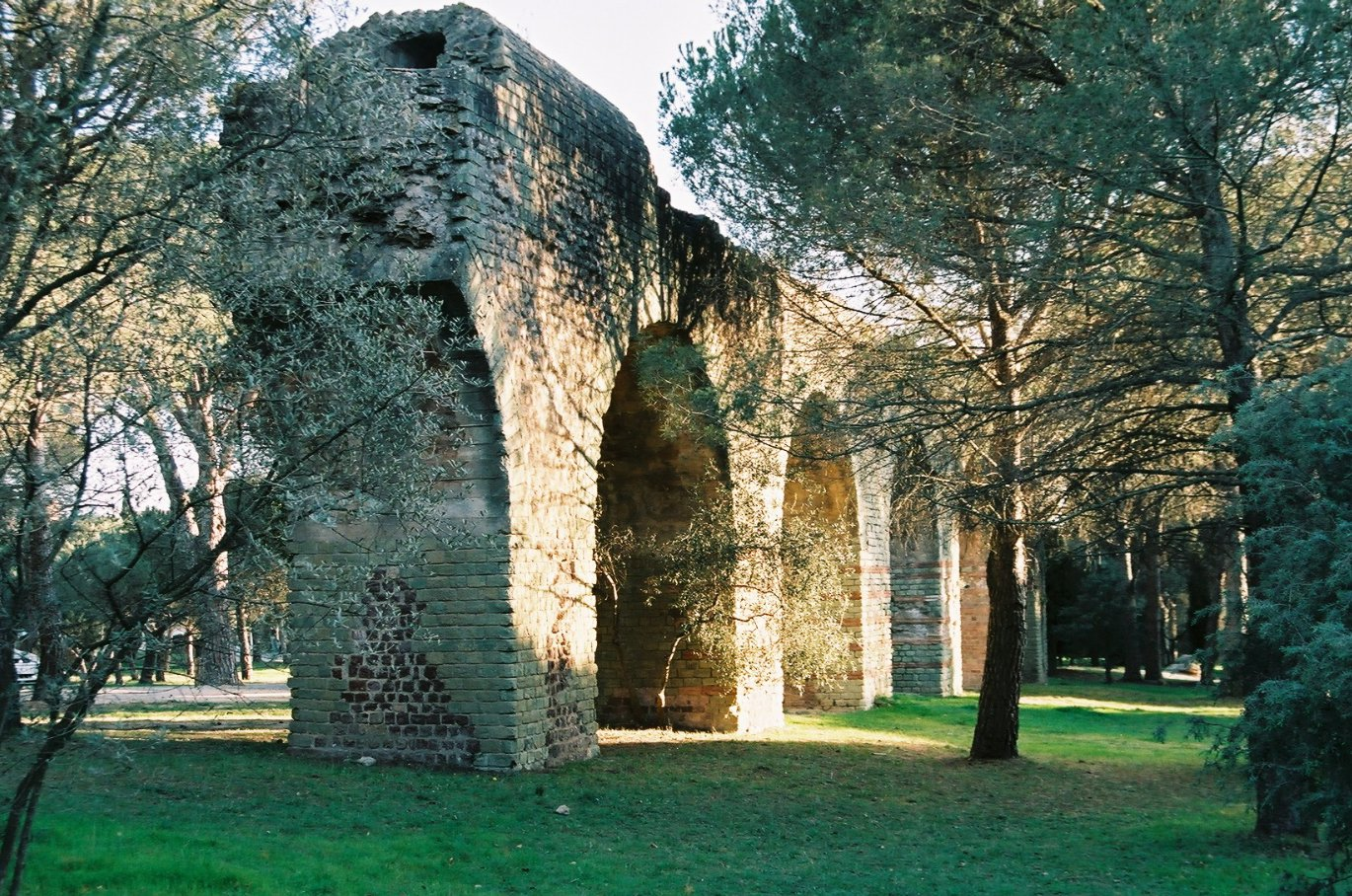
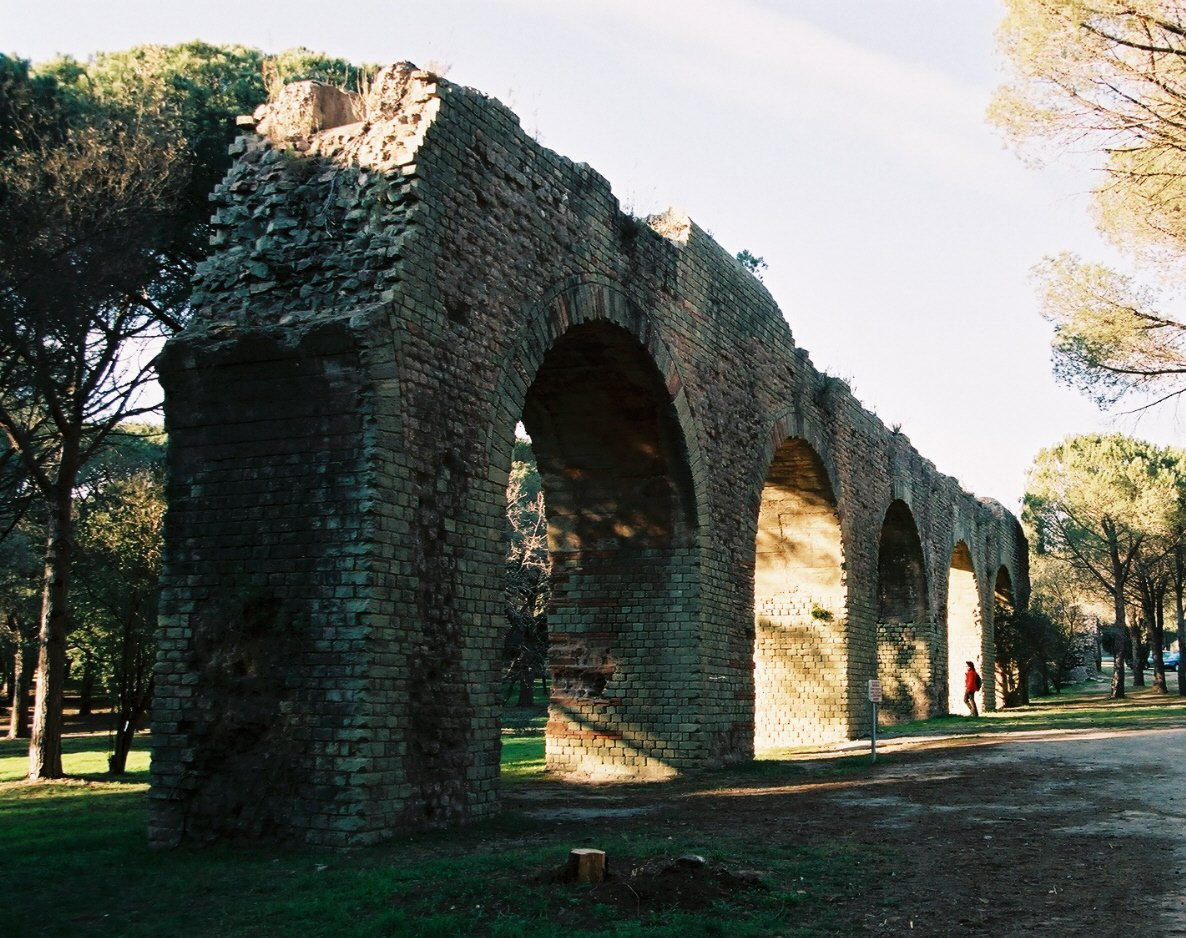
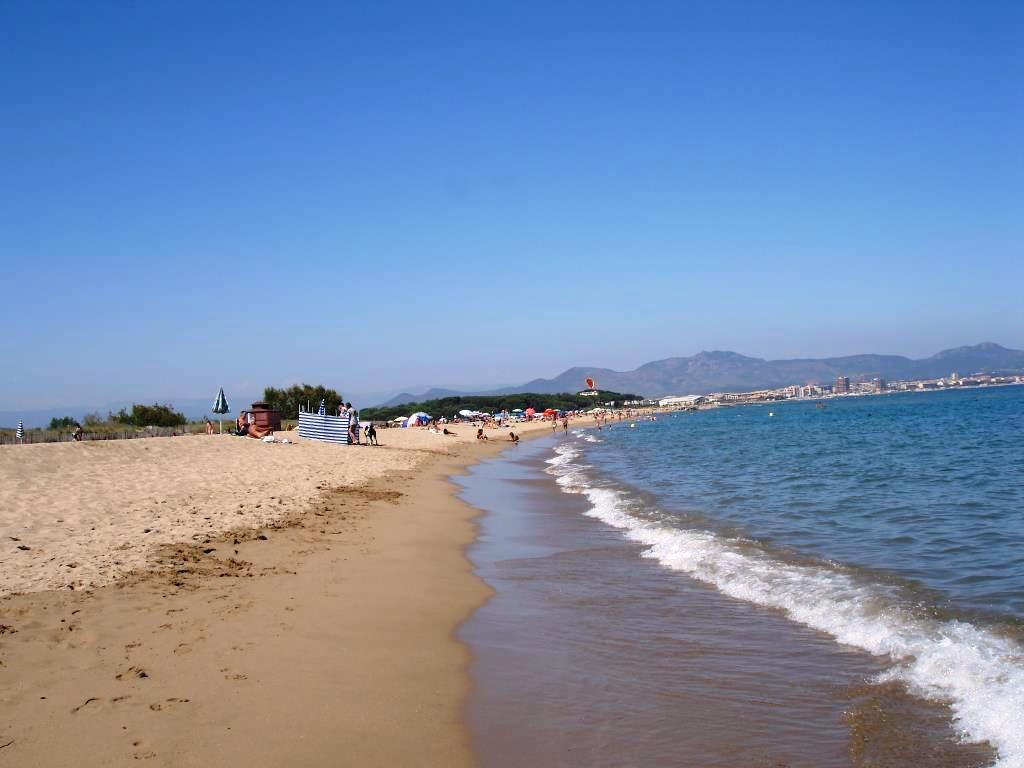
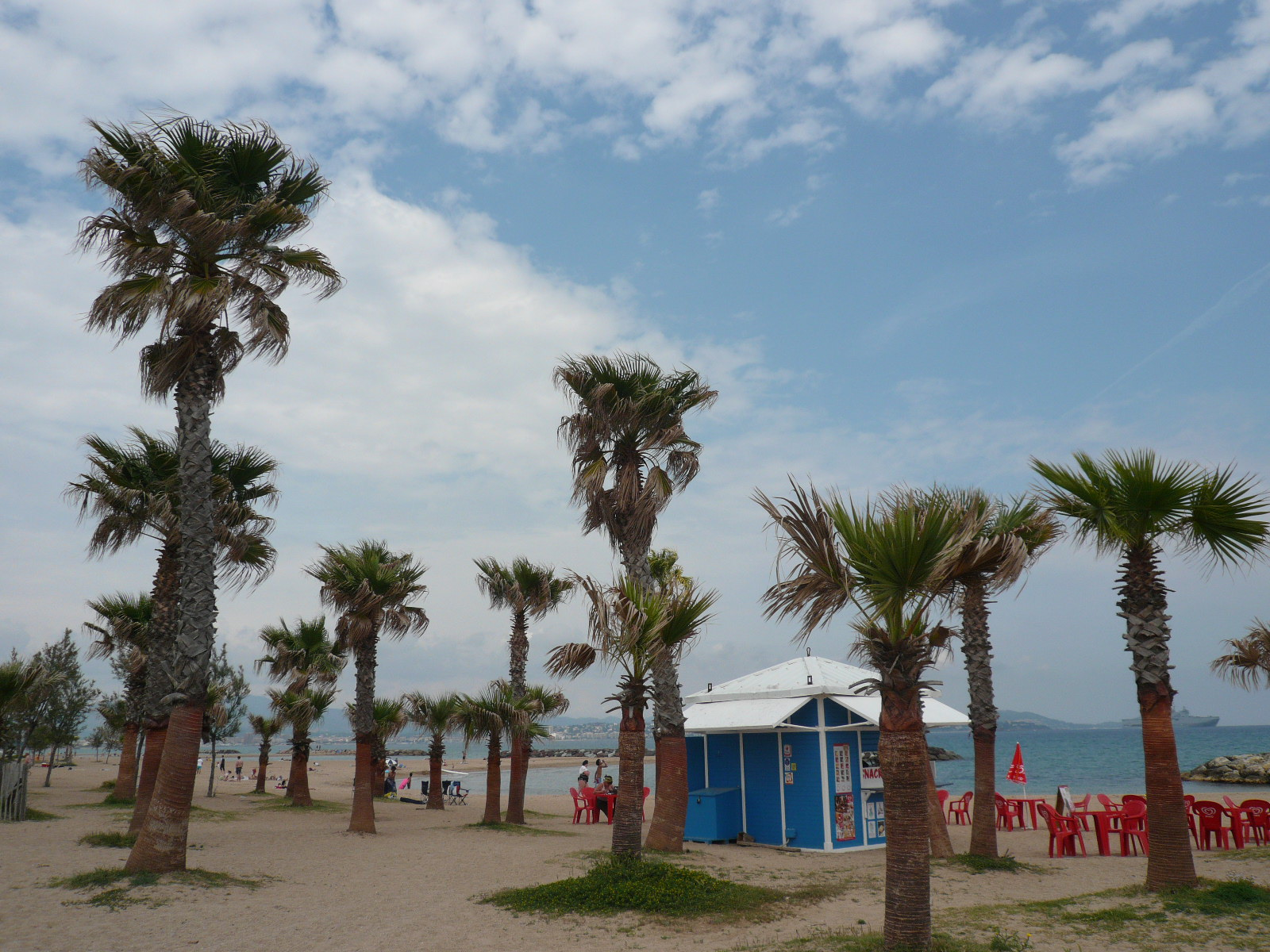
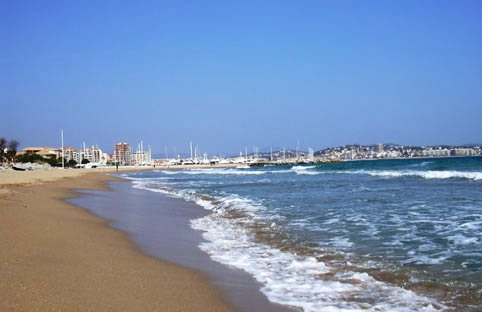
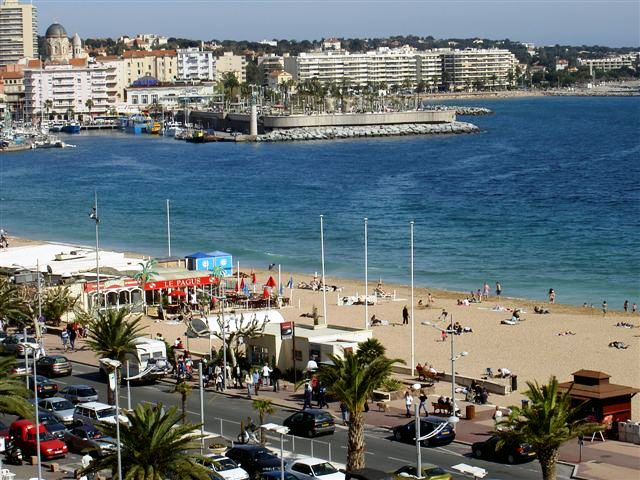